# Campeonato Europeo de Atletismo en Pista Cubierta de 2027
El XXXIX Campeonato Europeo de Atletismo en Pista Cubierta se celebrará en Valencia (España) entre el 5 y el 7 de marzo de 2027 bajo la organización de Atletismo Europeo y la Real Federación Española de Atletismo.
Las competiciones se realizarán en el Palacio Velódromo Luis Puig de la ciudad española.